# Глубокая долина (фильм)
«Глубокая долина» (англ. Deep Valley) — нуарная мелодрама режиссёра Жана Негулеско, которая вышла на экраны в 1947 году.
Фильм рассказывает о молодой девушке Либби Сол (Айда Лупино), которая страдает от несчастной жизни с родителями на отделённой лесной ферме в калифорнийском лесу. Не выдержав тяжёлой домашней атмосферы, она уходит из дома, встречая в лесной избушке сбежавшего заключённого Барри Бёрнетта (Дейн Кларк), с которым у неё быстро возникают романтические отношения. Хотя в итоге власти вскоре убивают Барри, благодаря его воздействию Либби наконец смогла ощутить радость жизни и сблизилась с помирившимися родителями.
Хотя фильм не привлёк особенного внимания критики, тем не менее, в основном он получил положительные отзывы за своё сильное чувственное начало и прекрасную актёрскую игру, особенно, со стороны Айды Лупино. Указывалось также на сходство этого фильма с более популярным фильмом «Высокая Сьерра» (1941).

## Сюжет
На уединённой ферме в калифорнийском горном лесу недалеко от побережья живёт 22-летняя девушка Либби Сол (Айда Лупино). Родители Либби враждебно настроены друг по отношению другу и уже не разговаривают в течение семи лет, создавая тягостную атмосферу в доме. Мать Элли (Фэй Бейнтер) все эти годы не спускается вниз и проводит всё время в своей спальной комнате. Либби вынуждена её полностью обслуживать, хотя и знает, что мать на самом деле здорова. Отец Клифф (Генри Халл) не справляется с хозяйством, которое пришло в полное запустенье, при этом все домашние хлопоты возложены на Либби. Из-за постоянного дискомфорта и стресса в доме Либби стала заикаться. Единственной отдушиной для неё являются длительные прогулки в лес вместе с преданным псом Джо. Однажды во время прогулки по крутому утёсу Либби замечает внизу группу заключённых, которые строят дорогу вдоль побережья. В течение нескольких дней она сверху внимательно наблюдает за работающими людьми. Особенно её внимание привлекает молодой, атлетично сложенный заключённый по имени Барри Бёрнетт (Дейн Кларк). Барри заботливо даёт попить подбежавшему к нему Джо, а Либби оставляет работающим заключённым лукошко с ягодами. Вскоре строительство дороги подходит к хребту, и под руководством инженера строительства, бывшего фронтовика Джеффа Баркера (Уэйн Моррис) строители производят направленный взрыв и выходят на другую сторону хребта, где расположена ферма Солов.
На следующий день в поисках воды для питья рабочих Джефф заезжает на ферму. Клифф сначала предлагает купить у него воду из колодца, однако после слов Джеффа о том, что дорога строится для общего блага, разрешает воспользоваться колодцем бесплатно. Во время работы у колодца надзиратель (Джек Моуэн) оскорбляет заключённых, после чего Барри бьёт его по физиономии. Разгневанный надзиратель хватается за вилы, и лишь Джеффу удаётся предотвратить разрастание конфликта. На Барри надевают наручники и увозят обратно в лагерь, где запирают в отдельный вагончик. Увидев эту сцену, Либби не выдерживает и начинает плакать. Клифф приглашает Джеффа после работы заехать к ним домой поужинать и поиграть в карты. И отец, и мать рассчитывают, что Либби, у которой нет знакомых, наконец обретёт в лице Джеффа друга, а возможно и жениха. Они соответствующим образом инструктируют и направляют дочь, которая явно робеет от общения с мужчиной. Вечером после ужина и игры в карты Клифф мечтает о том, как на вновь построенной дороге они с Джеффом открыли бы совместную автостанцию. Затем Клифф оставляет дочь наедине с Джеффом. Она выясняет, что Барри, которому до выхода на свободу оставалось два года, за нападение на надзирателя грозит увеличение срока ещё на пять лет, и кроме того, его скорей всего в ближайшее время отправят обратно в тюрьму «Сан-Квентин». После этого Джефф приглашает Либби сходить на следующий день на танцы, однако она со словами, что боится мужчин, убегает. После ухода Баркера, рассерженный Клифф даёт дочери пощёчину, после его она заявляет, что не хочет жить в ненависти, как живут её родители, и уходит из дома. Вместе с Джо она находит в лесу нежилую избушку и обустраивается там. Видя, что дочь больше не будет её опекать, Элли впервые за долгие годы надевает платье, спускается вниз и начинает заниматься хозяйственными делами. Её отношения с мужем быстро нормализуются. В ту же ночь бушует сильная гроза, в результате которой с гор сходит оползень. Под ним гибнут несколько заключённых и надзирателей, и строительным работам наносится серьёзный урон. Вагончик, где был заперт Барри, оказывается раздавленным, и сначала его считают погибшим, однако его тело обнаружить не удаётся. Предполагают, что он, как и несколько других заключённых подался в бега.
Тем временем Барри случайно набредает на избушку, в которой поселилась Либби. После первых напряжённых минут знакомства, когда Либби видит в руках у Барри револьвер, они быстро находят общий язык. Барри говорит, что взял револьвер у погибшего надзирателя, но не собирается пользоваться им, и в подтверждение своих слов, достаёт из него пули, а сам револьвер прячет глубоко в печь. Вместе они направляются на рыбалку на небольшое озеро, где Барри рассказывает, что больше всего на свете он любит море, и хотел бы плавать на корабле. Во время войны он служил в Военно-морском флоте и даже участвовал в боях, но за драку его посадили в тюрьму. После выхода на свободу он снова совершил преступление. Вместе с компанией незнакомых парней он сильно напился и отправился грабить ювелирный магазин. Во время ограбления был убит человек, и в этом убийстве обвинили Барри. Сам он не помнил, что происходило, однако позднее пришёл к заключению, что никого не убивал. Тем не менее его осудили за непредумышленное убийство, и он был направлен отбывать срок в тюрьму «Сан-Квентин». Между Либби и Барри быстро возникают романтические чувства, и они целуют друг друга. По возвращении в избушку они говорят друг другу, что провели самый счастливый день в своей жизни. Понимая, что они не могут оставаться в этом месте долго, они планируют на следующий день бежать в Сан-Франциско. Утром Либби возвращается домой, чтобы взять немного еды и одежду для Барри. К своему удивлению, она обнаруживает, что родители помирились, и в доме установились покой и согласие. Родители также отмечают перемены в дочери: Клифф обращает внимание, что она перестала заикаться, а Элли говорит, что она превратилась в цветущую девушку, после чего решает сшить ей несколько платьев взамен её сельского гардероба. Собрав одежду и продукты, Либби пытается бежать к Барри, однако её задерживают приехавший шериф, затем Джефф, а затем и поисковый отряд, который охотится за беглецами. Отряд уже переловил всех сбежавших заключённых, и последним остался Барри, круг поисков которого уже заметно сократился. Отряд остаётся в доме ночевать, и у Либби нет возможности незаметно сбежать. Так и не дождавшись Либби, Барри достаёт револьвер и направляется на ферму. Увидев Барри из окна своего дома, Либби прячет его на втором этаже соседней хозяйственной постройки, где стоит неработающий автомобиль Клиффа. Они счастливо проводят ночь вместе, понимая, что их счастье может быть недолгим.
Га следующее утро Джефф приходит к Клиффу, чтобы помочь ему починить автомобиль, и в поисках насоса Клифф посылает его в сарай. Чтобы спасти Барри от разоблачения, Либби бросается в сарай впереди Джеффа и выносит насос. После того, как Клифф и Джефф уезжают за деталями для автомобиля, появляется шериф, который со своим отрядом уже обыскал избушку, обнаружив там шапочку Либби. Забирая её, Элли догадывается, что Либби прятала в избушке Барри. В поисках Либби она идёт в сарай, где на втором этаже застаёт дочь, обнимающуюся с Барри. Элли говорит дочери, что он для неё не компания, так скоро его убьют, либо надолго посадят в тюрьму, однако Либби отвечает, что не бросит его, так как любит его и за всю свою жизнь была счастлива только с ним. Барри и Либби пытаются бежать, однако в этот момент на дворе появляются Джефф и Клифф. Джефф пытается остановить пару, однако Барри бьёт его железной запчастью по голове, и Джефф теряет сознание. Сев за руль его джипа, Барри уезжает, бросая Либби, которая цепляется за машину. Переживая, что вынужден бросить любимую девушку, Барри теряет контроль над дорогой, и на полном ходу едва не врезается в автомобиль шерифа, который едет навстречу. Джип Барри вылетает с дороги в овраг, после чего он пытается бежать, преследуемый шерифом и его людьми. По Барри ведут огонь из ружей и в конце концов его ранят, однако он скатывается по холмистому склону и продолжает бежать. В конце концов, он добирается до места на маленьком озере, где впервые поцеловался с Либби. Вскоре она обходными тропами также добирается до этого места. Либби пытается бежать вместе с ним, но Барри уже потерял слишком много сил и умирает у неё на руках. Некоторое время спустя Либби с высокого утёса смотрит на море, думая о Барри и его мечте. К ней подходит Джефф, набрасывая на неё свой пиджак, и они удаляются к дому. На будущей дороге около дома Клифф устанавливает табличку об открытии совместной с Джеффом автостанции.

## В ролях
- Айда Лупино — Либби Сол
- Дейн Кларк — Барри Бёрнетт
- Уэйн Моррис — Джефф Баркер
- Фэй Бейнтер — Элли Сол
- Генри Халл — Клифф Сол
- Уиллард Робертсон — шериф Эйкерс
- Рори Маллинсон — бригадир
- Джек Моувер — надзиратель
- Джон Элвин — заключённый

## Создатели фильма и исполнители главных ролей
Как отметил киновед Роб Никсон, сценаристка фильма Салка Виртел, вероятно, более всего известна как ближайшая подруга и доверенное лицо Греты Гарбо, а также автор сценария пяти её фильмов, начиная c «Королевы Кристины» (1933) до последнего фильма актрисы «Двуликая женщина» (1941).
По словам историка кино Джонатана Розенбаума, «прежде чем погрузиться в болото избыточных фильмов в формате CinemaScope, Жан Негулеско был искусным режиссёром нуаров и других небольших картин», таких как «Маска Димитриоса» (1944), «Три незнакомца» (1946), «Юмореска» (1946), «Придорожное заведение» (1948) и эта «забытая драма о паре в бегах». Он также поставил драму о глухой девушке «Джонни Белинда» (1948), за которую получил номинацию на «Оскар» как лучший режиссёр. Как написал Никсон, «в то время Негулеско имел контракт с Warners, ставя мрачные для этой студии драмы с участием Джона Гарфилда, Джоан Кроуфорд, Питера Лорре и Сидни Гринстрита, после чего перешёл на Fox для постановки серии глянцевых широкоформатных фильмов», таких как «Титаник» (1953), «Как выйти замуж за миллионера» (1953) и «Три монеты в фонтане» (1954).
Как отмечает Никсон, «это был последний фильм Айды Лупино для студии Warner Brothers, где на протяжении десятилетия она сделала свои лучшие работы, среди которых „Они ехали ночью“ (1940), „Высокая Сьерра“ (1941), „Морской волк“ (1941), „Дамы в уединении“ (1941) и „Трудный путь“ (1943). На студии Лупино находилась на положении, как она сама говорила, „Бетт Дэвис бедного человека“». Она так называла себя не только потому, что обладала актёрской силой, как у Дэвис, и равную с ней способность и готовность играть неположительных персонажей. Глава студии Джек Уорнер часто говорил Лупино, что она может сменить Бетт Дэвис, что подразумевало, что её держали как угрозу Дэвис, с которой было много проблем. Однако в реальности Лупино давали меньшие роли, от которых отказывалась Дэвис. Лупино перестала соглашаться играть в отвергнутых Дэвис картинах, а когда после этого Уорнер потребовал, чтобы Лупино подписала эксклюзивный четырёхлетний контракт, актриса отказалась и стала фрилансером. После этого киномагнат поклялся, что она никогда больше не будет играть в фильмах его студии. Как отмечает историк кино Майкл Кини, «после того, как в течение семи лет она играла на Warners’ вторую скрипку после главной звезды студии Бетт Дэвис, Лупино это уже было безразлично». Ролью в этом фильме Лупино завершила свой контракт со студией.
Это была первая главная роль Дейна Кларка, который до этого сыграл роли второго плана в таких значимых фильмах, как «Голливудская лавка для войск» (1944), «Гордость морпехов» (1945) с Гарфилдом и «Украденная жизнь» (1946) с Бетт Дэвис. В последующие годы Кларк сыграл главные роли в нескольких фильмах нуар, среди которых «Восход луны» (1948), «Кнут» (1948), «Ответный огонь» (1950) и «Стрелок на улицах» (1950). В 1950-е годы он продолжал много сниматься, однако значимость его работ постепенно снижалась.
Оператор Тед Маккорд после этой картины снимал «Сокровища Сьерра-Мадре» (1948), а также трижды номинировался на «Оскар», сначала — за фильм Негулеско «Джонни Белинда» (1948), а позднее — за два фильма Роберта Уайза — «Двое на качелях» (1962) и «Звуки музыки» (1965), которые, по словам Никсона, очень далеки от нуарного мира «Глубокой долины».

## История создания фильма
В 1942 году студия анонсировала этот фильм, в котором главные роли должны были сыграть Хамфри Богарт, Энн Шеридан и Джон Гарфилд. Однако затем сценарий отложили в долгий ящик, откуда извлекли его на свет только для того, чтобы спасти студию от необходимости платить Лупино за то, что она не работает.
Согласно условиям контракта Лупино со студией Warner Bros., она получала зарплату за каждый конкретный период времени вне зависимости от того, работает она в этот период или нет. Неудачно составленный производственный график привёл к тому, что она получила чек за май 1946 года на сумму 20 тысяч долларов, не сыграв ни одной роли. Следующий срок, заканчивавшийся в августе, также прошёл без фильма с её участием, в то время как «Лупино с радостью получала выгодные роли на радио». Наконец, чтобы перестать платить Лупино деньги ни за что, студия в срочном порядке в сентябре 1946 года запустила в производство этот фильм.
Как пишет киновед Роб Никсон, «это была изнурительная съёмочная работа для Лупино». Летние сцены снимались на холодном горном воздухе, и Лупино, у которой весь гардероб состоял лишь из джинсов и рабочей рубахи, сильно простудилась. В другой раз, когда во время съёмки очередного эпизода она бегала босиком по скалам, она порезала палец и занесла серьёзную инфекцию, из-за которой распухли лодыжки. Несмотря на сильную боль, Лупино настояла на продолжении работы без задержек, даже несмотря на то, что у неё началась ещё и вспышка хронического бронхита. Незадолго до Рождества она перенапрягла спину, и её пришлось уносить со съёмочной площадки на носилках. Ей вкололи болеутоляющее, и она вернулась, чтобы завершить съёмки по графику. После завершения работы над фильмом, «отказавшись от ультиматума студии по новому контракту, Лупино упаковала свои вещи и с горечью покинула студию».
Согласно современным источникам, из-за забастовки на студии, которая не дала возможности снимать на натурной съёмочной площадке Warner Bros, основные съёмки фильма проходили в Биг-Сур в Северной Калифорнии. Натурные съёмки проводились также в Хермоза-Бич и в Биг-Бэр-Лейк в Калифорнии.
Фильм находился в производстве с конца сентября 1946 года до конца января 1947 года. Основные съёмки фильма были завершены 25 декабря 1946 года, с опозданием от графика на сорок дней. Премьера фильма состоялась в Нью-Йорке 22 августа 1947 года, фильм вышел в широкий прокат 1 сентября 1947 года.

## Сравнение с фильмом «Высокая Сьерра»
Как написал критик Ханс Воллштейн, «хотя Дейн Кларк — это далеко не Хамфри Богарт — сам фильм имеет определённое сходство с „Высокой Сьеррой“ (1941)». По его словам, «так же, как и в „Высокой Сьерре“ Айда Лупино наслаждается кратким моментом блаженства с человеком в бегах» в горах Калифорнии. Роб Никсон также отметил, что критики нашли моменты сходства с «Высокой Сьеррой», некоторые также увидели сходство с фильмом «Табачная дорога» (1941).

## Оценка фильма критикой

### Общая оценка фильма
Как написал современный историк кино Роб Никсон, «фильм остался относительно незамеченным в своё время. Более благоприятные отзывы на фильм называли его первоклассной мелодрамой», особенно выделяя игру Айды Лупино, «одну из лучших из тех, которые она когда-либо давала». С другой стороны, в рецензии «Нью-Йорк Таймс» фильм назвали «совершенно невероятной и даже несколько нелепой попыткой создания бурной драмы, обнажающей эмоции некоторых глубоко ожесточённых людей», которые представляются «довольно странными персонажами». Как отмечено в статье, «при более правдоподобно прописанной истории фильм мог бы легко стать захватывающей картиной».
Журнал TV Guide назвал картину «сильной историей об одиноких душах», особенно отметив, что «игра Лупино превосходна». Как сказано далее, «хотя сам фильм критиковали за вторичность по отношению к „Высокой Сьерре“ (1941), сходства между двумя фильмами не принижают те приятные чувства нежности и сострадания, которые несёт этот глубоко трогательный фильм». Современный историк кино Майкл Кини охарактеризовал картину как «первоклассную слезоточивую мелодраму благодаря блестящей игре Лупино». Ханс Воллстейн назвал картину «эмоциональной драмой Warner Bros», в которой, по словам Спенсера Селби, «заключённый в бегах получает помощь от подавленной, несчастной горной девушки».
Деннис Шварц назвал фильм «медленной, чёрно-белой атмосферной мелодрамой, действие которой происходит в горах Северной Калифорнии». По мнению критика, «интересная часть фильма вращается вокруг конфликта, с которым сталкивается Либби — убежать ли ей с жестоким беглецом, в которого безумно влюбилась, или получить спокойный брак с очень милым инженером, которого она не любит… Фильм предлагает мелодраматический взгляд на то, как любовь придаёт человеку жизненные силы». Как отмечает Шварц, «после очень медленного старта фильм доходит до кипения с очень трогательным финалом».
Кинокритик «Чикаго Ридер» Джонатан Розенбаум написал, что «если вы сможете преодолеть навязчивую музыку Макса Стайнера и избыток кадров с собакой, фильм раскроется для вас своим сочувственным отношением к изгоям общества и сильной умелой актёрской игрой, выстраивая эмоциональную социальную мелодраму, в которых преуспел Николас Рэй».

### Оценка актёрской игры
Как отмечено в «Нью-Йорк Таймс», «актёрская игра в фильме очень хорошая». Так, «Лупино демонстрирует приятные оттенки чувств, и в начальной части, когда от неё требуется говорить с паузами, ей удаётся быть довольно убедительной». Со своей стороны, Дейн Кларк успешно передаёт «своё настроение отчаянной тревоги на протяжении всего долгого преследования».
Как написал Воллстейн, «Айда Лупино снова доказывает, какой одарённой от природы трагедийной актрисой она была. Хотя её персонаж слабо написан — дефект речи, излечиваемый любовью? — Лупино полностью отдаётся роли с весьма волнующим результатом».
По мнению Никсона, «фильм содержит одну из самых интересных актёрских работ Лупино, это роль того типа, для которых она была как будто специально создана». Кини отметил, что фильм принёс Лупино признание критиков. Критики также «высоко оценили игру Дейна Кларка, который в этом фильме получил свою первую по-настоящему главную роль».